# Cắn

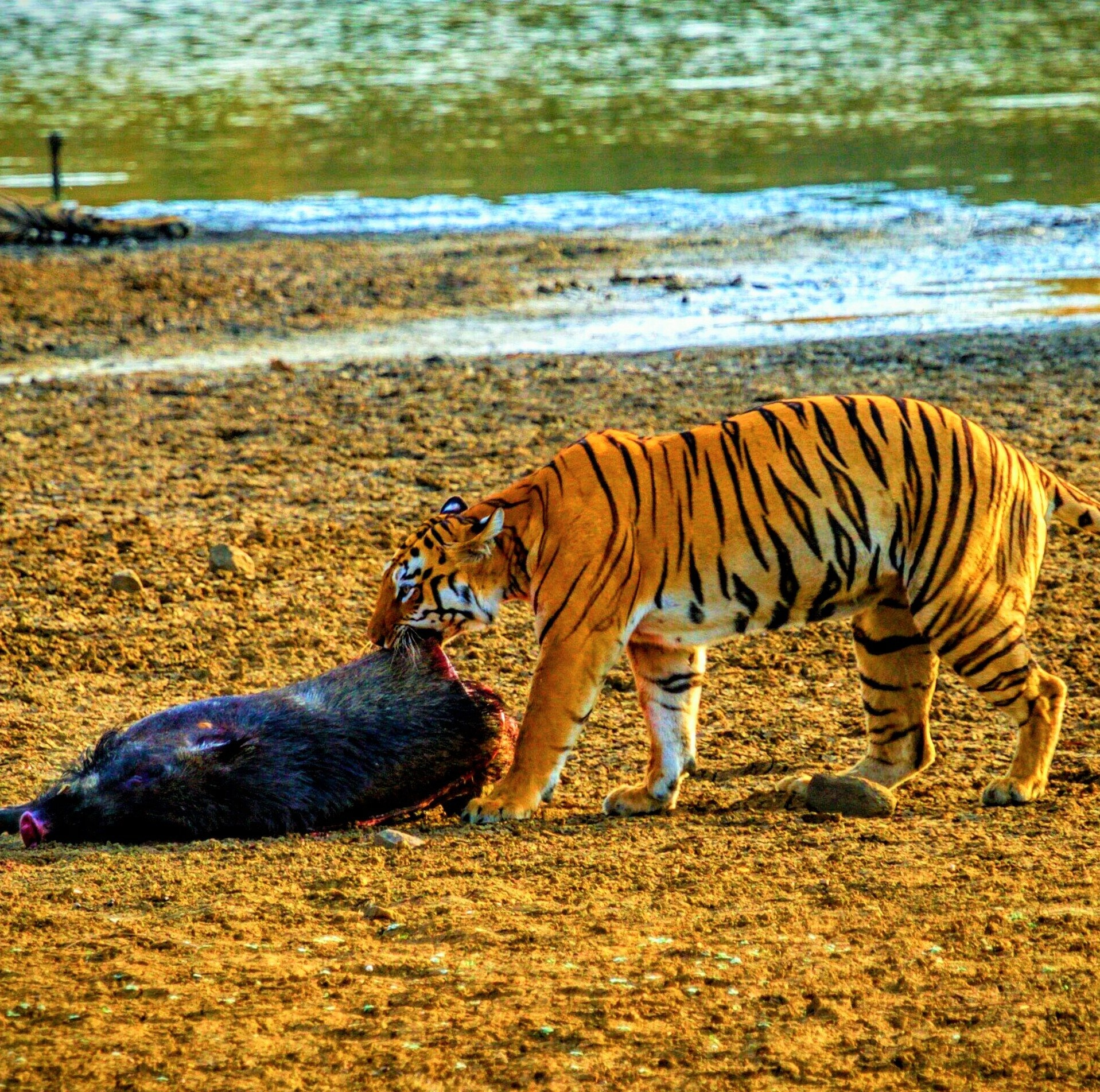
Một con hổ đang cắn xé xác con lợn rừng, nhát cắn của chúng đủ mạnh để xé toạc lớp da dày của con lợn rừng

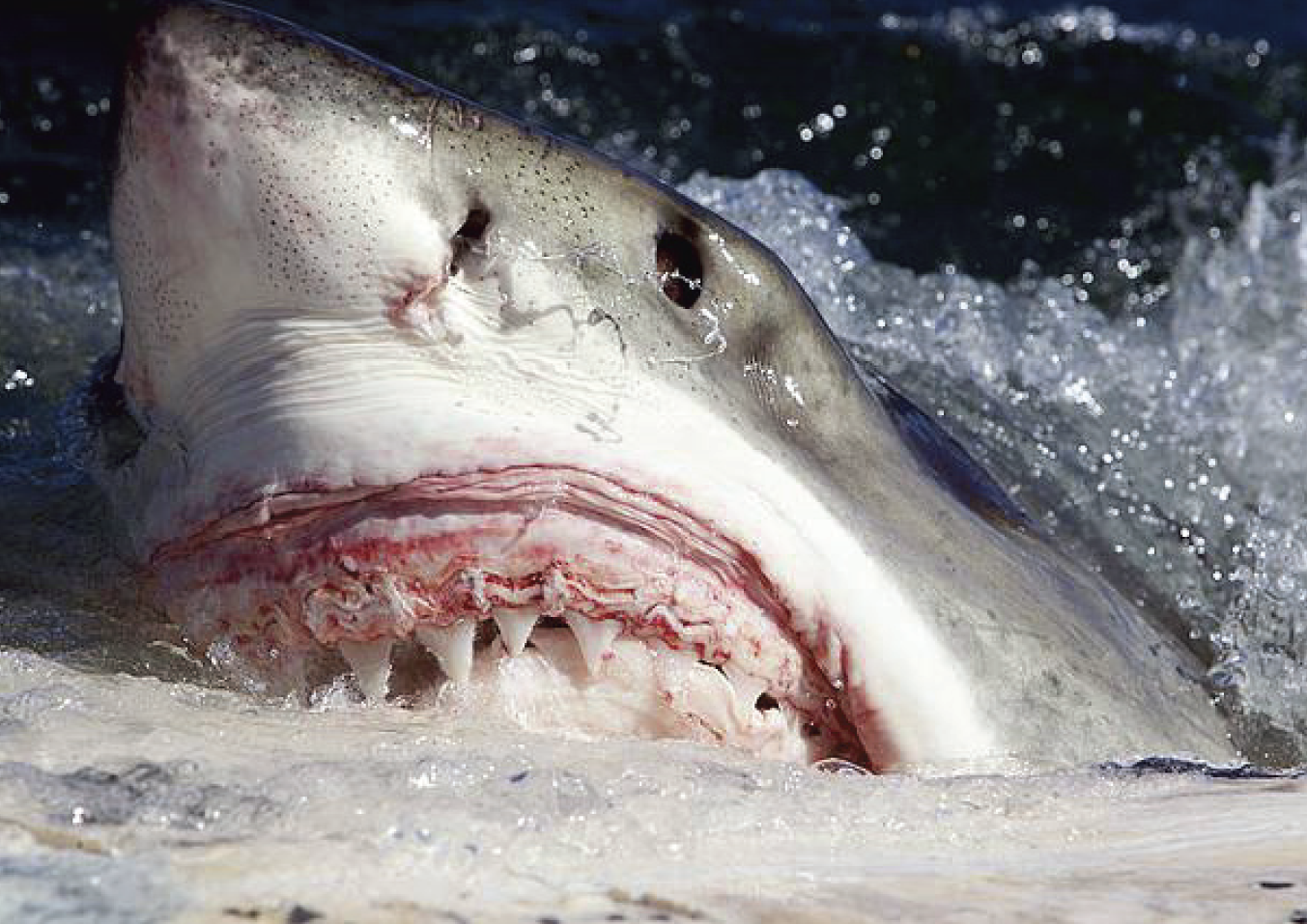
Một con cá mập trắng đang cắn con mồi với hàm răn nhọn hoắt

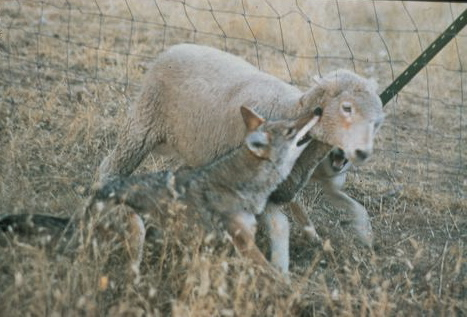
Một con sói đồng cỏ đang cắn cổ một con cừu

Cắn hay đớp hoặc táp là hành vi dùng lực tác động hoặc tấn công vào một điểm tiếp xúc bằng cách há quai hàm và khép chặt với tốc lực và sức mạnh nhất định thông qua khớp cắn để gây tổn tương dựa vào hàm răng, đặc biệt là răng nanh khi tấn công. Đây là hành vi thông thường được tìm thấy ở nhiều loài động vật. Hành vi này được tìm thấy ở người, bò sát, động vật có vú (các loài thú), cá và các loài động vật lưỡng cư. Để thực sự có một cú táp đầy uy lực, con vật đó cần phải có cái miệng rộng, những chiếc răng chắc và cơ hàm rất khoẻ.
Cắn là một hành động thể chất, một cuộc tấn công nhưng nó là một hoạt động bình thường hoặc phản ứng ở động vật như để ăn (cắn rời, cắn nhỏ, cắn nát thức ăn), làm mềm và để mớm thức ăn cho con non. Cắn cũng là hành vi ở trẻ em khi còn nhỏ, nó là phản xạ thấy ở trẻ con 30 tháng tuổi trở xuống. Vết thương do động vật cắn (vết cắn của động vật) thường dẫn đến nhiễm trùng nghiêm trọng và tử vong. Chó cắn là dạng bị động vật cắn phổ biến đối với con người, với trẻ em với mục tiêu phổ biến nhất thường cắn là khuôn mặt, tay, chân, mông, thậm chí là bộ phận sinh dục.
Động vật chân đốt cũng có thể "cắn" (kiến cắn, nhện cắn, bọ cạp cắn). Không phải mọi loài động vật có răng đều có thể cắn, ví dụ như con ốc sên vườn có hàng ngàn cái răng trên một dải răng nhìn như cái lưỡi nhưng được sử dụng răng để gặm, không nghiền, vì thế không thể nói đó là cắn. Cá voi xanh là loài động vật lớn nhất trên thế giới nhưng nó không có cú cắn dữ dội nhất vì nó không có răng mà chỉ có các tấm tổ ong, một cấu trúc tương tự như lưới, giúp lọc thức ăn. Cá nhà táng là loài động vật ăn thịt có răng to nhất trên Trái Đất nhưng nó lại chỉ có răng hàm dưới và thường nuốt chửng cả con mồi khi ăn.

## Lực cắn

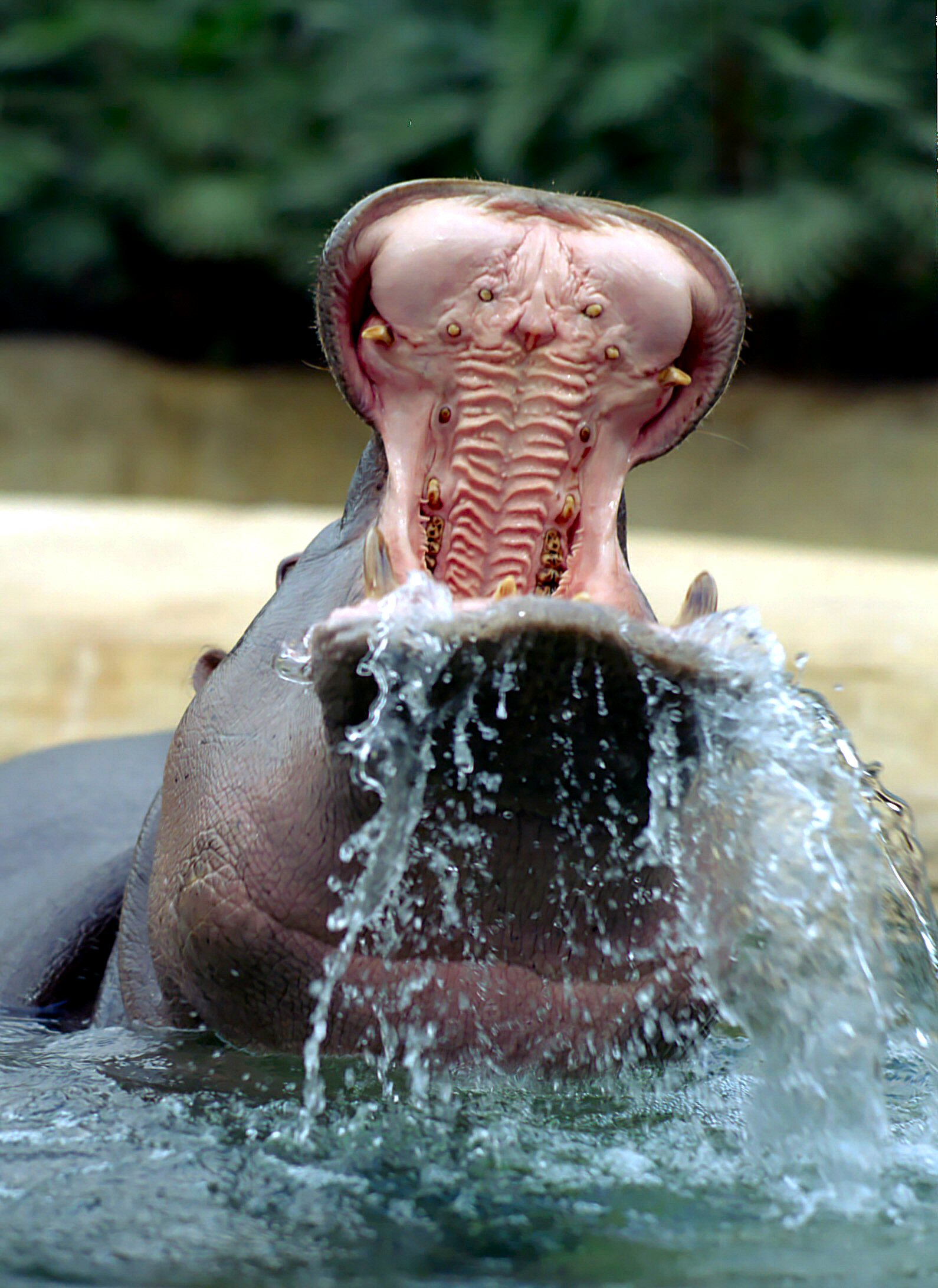
Một con hà mã đang há miệng rộng

Lực cắn là sức mạnh của những cú cắn, lực cắn của động vật được đo bằng hai phương pháp chính là phương pháp trực tiếp, tức là đo trực tiếp bằng những cú cắn của động vật một cách đơn thuần, lực cắn mạnh tới đâu ghi nhận tới đó và cách thứ hai là phương pháp tương đối, tức quy chúng về những đơn vị tương quan so với kích thước, trong lượng cơ thể và cấu trúc hộp sộ quai hàm để xác định và sử dụng phương pháp phân tích hồi quy. Để xác định độ mạnh của cú cắn, có một công thức là lực cắn hay lực sát thương (BFQ) là công thức được tính bằng phương pháp phân tích hồi quy của các vết thương từ của lực cắn của một con vật bằng hệ quy chiếu đơn vị Newton chia theo khối lượng cơ thể của nó và được thông qua kg.
Phương pháp đo gián tiếp được thực hiện nhiều hơn vì việc đo và thực nghiệm trực tiếp lực cắn đối với các loài vật hoang dã nguy hiểm là quá mạo hiểm, ngoài ra, theo giả thiết con vật có thể tạo ra một lực nào đó không có nghĩa là nó thực sự làm vậy. Do đó, rất nhiều thí nghiệm đo đạc lực cắn đã được tiến hành từ bàn làm việc an toàn, người ta còn đã sử dụng mô phỏng máy tính để ước tính lực cắn, các công nghệ mô phỏng lực cắn đã xem xét hàm như một đòn bẩy hai chiều, và còn áp dụng kỹ thuật phân tích phần tử hữu hạn (FEA) ba chiều đã tạo ra cách mạng trong việc phỏng đoán và phân tích lực cắn cho phép dự đoán lực ấn và lực xé qua xương sọ và hàm, cũng như phản lực, và từ đó dự đoán tổng thể hành vi của cơ, nhưng vẫn không có gì có thể đo được cú cắn một con mồi còn tươi sống. Một vài nhà nghiên cứu dũng cảm đã tiến hành các thử nghiệm trên động vật thật.
Lực của những cú ngoạm liên quan mật thiết đến kích thước và trọng lượng cơ thể của các loài động vật, quy tắc chung là cá thể sinh vật càng lớn thì cú cắn càng mạnh. Sẽ không có gì để bàn cãi khi những con vật to lớn tạo ra những cú ngoạm với lực mạnh hơn những sinh vật nhỏ bé. Tuy nhiên, nếu đưa chúng về cùng một trọng lượng, sẽ dễ dàng nhận ra loài vật nào sở hữu cú đớp khủng khiếp hơn. Tuy các loài vốn nổi tiếng với những cú đớp kinh hoàng như cá mập trắng, linh cẩu hay cá sấu tạo ra những vết cắn mạnh hơn nhưng nếu so sánh ngược lại với trọng lượng cơ thể chúng, cú ngoạm đó lại trở nên thiếu ấn tượng. Với hệ quy chiếu này, cá hổ piranha còn dễ dàng vượt mặt cả loài quái vật thời tiền sử, khủng long bạo chúa Tyrannosaurus rex và những con cá mập Megalodon.
Thông thường sức mạnh lực cắn được hỗ trợ bởi cấu trúc của hộp sọ, thông thường ở các loài thú, cấu trúc hộp sọ càng lớn, hoặc hộp sọ tròn cho phép có lực cắn mạnh hơn. Cấu trúc của quai hàm, quai hàm càng khỏe thì lực cắn (nghiền) càng mạnh, độ mở rộng của quai hàm cho phép khả năng há miệng rộng để thực hiện cú táp. Độ rộng của miệng, cấu trúc của hàm răng (số lượng răng, độ chắc của răng, độ sắc của răng, độ dài của răng, đặc biệt là nanh), lực cắn còn được hỗ trợ bởi một cơ cổ khỏe mạnh, cũng như tư thế tấn công, nó cũng khác biệt khi sự hung dữ điên cuồng của con vật sẽ cho ra một cú cắn mạnh hơn khi một con vật đang chơi đùa. Một điều lý thú là loài rồng Komodo tuy to lớn và mồm to nhưng lực cắn rất yếu, chỉ bằng một con mèo nhà, tuy vậy chúng lại có nọc độc, chúng sẽ tạo ra vết xước cho con mồi bằng hàm răng lởm chởm, sau đó kiên nhẫn chờ và đi theo con mồi, chúng chờ con mồi nhiễm trùng và tụt huyết áp rồi kiệt sức chế.

## Lực cắn các loài

### Các loài thú

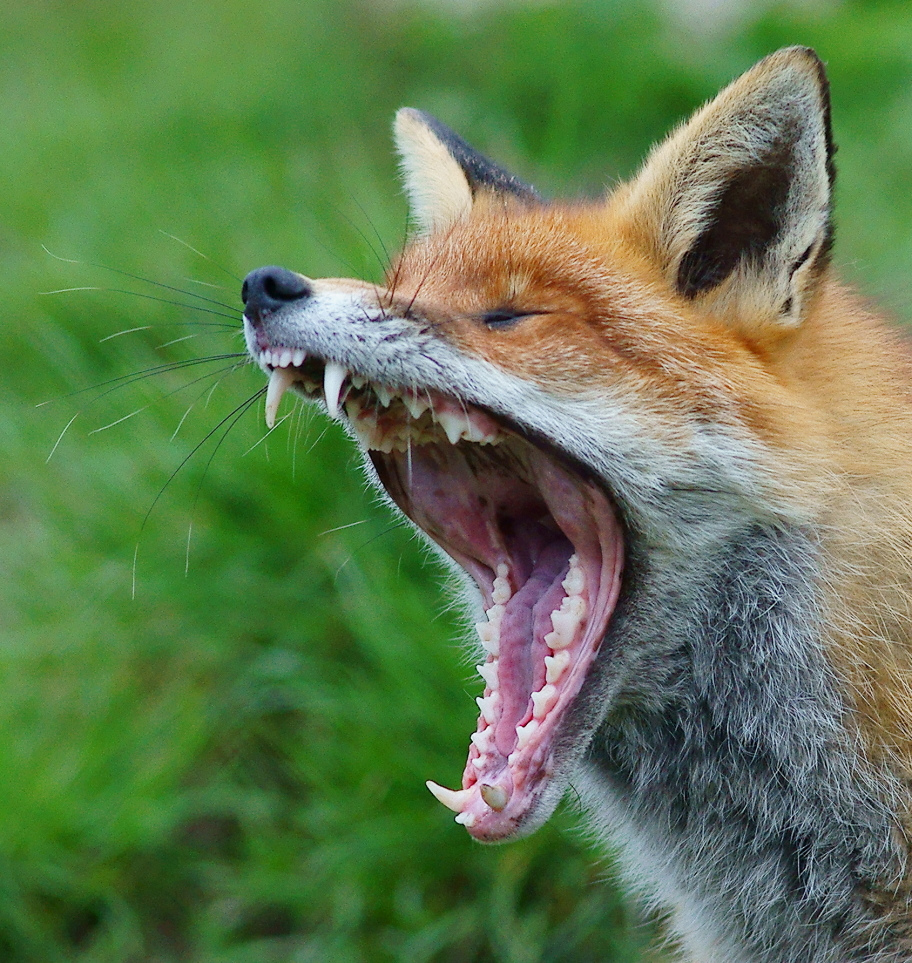
Một con cáo đỏ

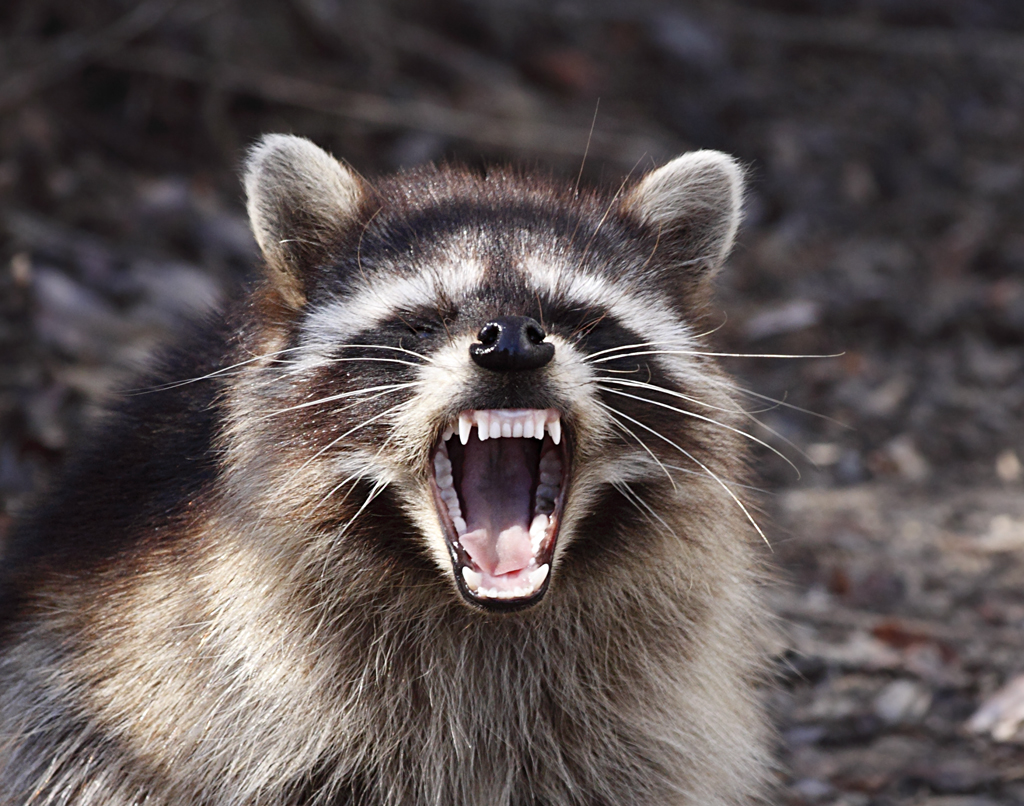
Một con gấu mèo

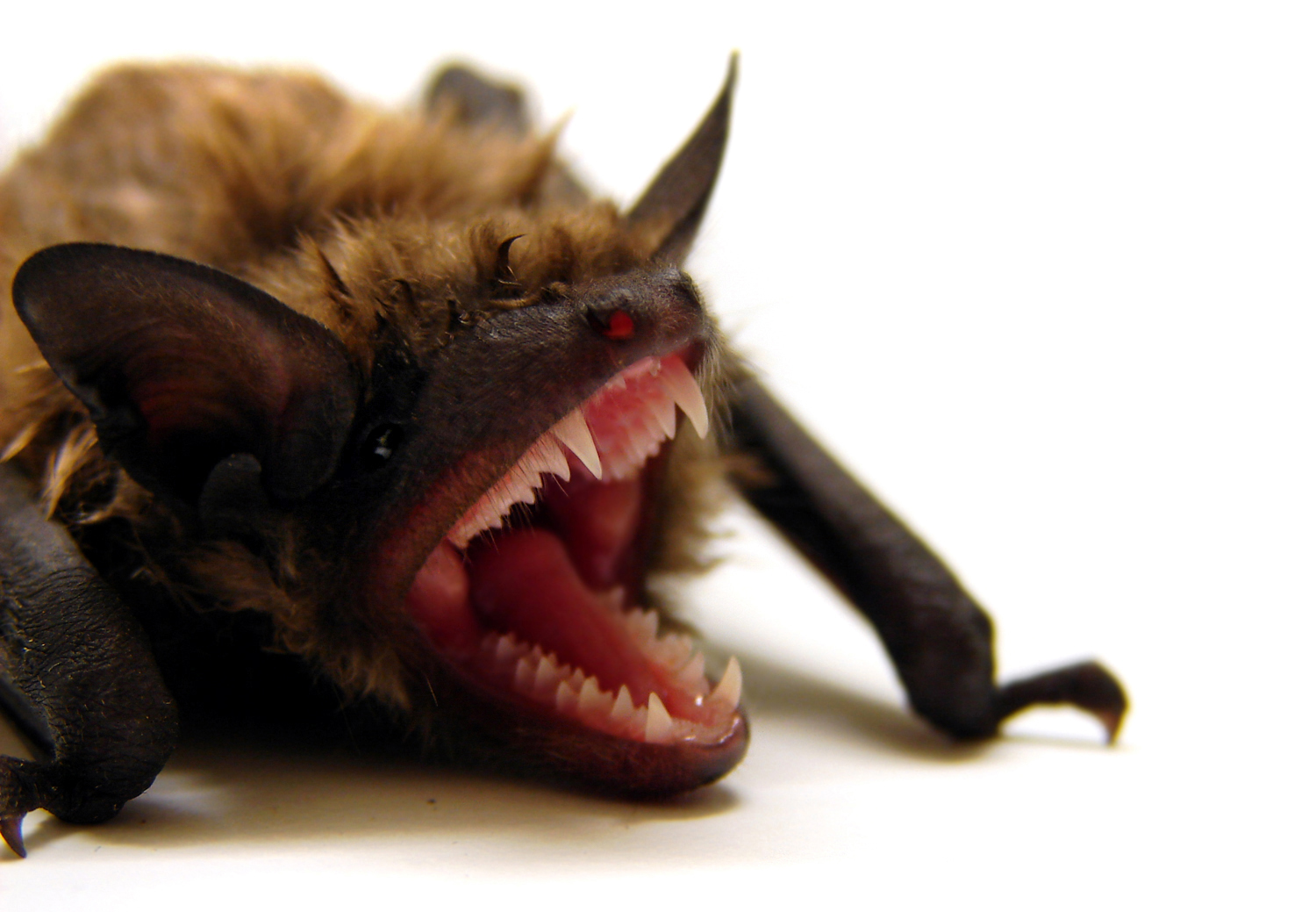
Một con dơi

Bảng dưới đây phân tích lực cắn của một số loài thú
| Loài vật           | Lực cắn (BFQ) |
| ------------------ | ------------- |
| Chó sói đất        | 77            |
| Lửng châu Âu       | 109           |
| Gấu ngựa           | 44            |
| Gấu đen Bắc Mỹ     | 64            |
| Gấu nâu            | 78            |
| Mèo nhà            | 58            |
| Báo săn            | 119           |
| Báo sư tử          | 108           |
| Sói đồng cỏ        | 88            |
| Sói lửa            | 132           |
| Chó Dingo          | 125           |
| Chó hoang châu Phi | 142           |
| Chó nhà            | 117           |
| Chó biết hát       | 100           |
| Cáo Bắc Cực        | 97            |
| Cầy mực Cape       | 48            |
| Cáo xám            | 80            |
| Cáo đỏ             | 92            |
| Sói xám            | 136           |
| Linh cẩu nâu       | 113           |
| Linh cẩu đốm       | 117           |
| Báo đốm            | 137           |
| Mèo cây châu Mỹ    | 75            |
| Báo hoa mai        | 94            |
| Báo gấm            | 137           |
| Sư tử              | 112           |
| Gấu đuôi bờm       | 162           |
| Mèo cát            | 136           |
| Gấu chó            | 160           |
| Triết bụng trắng   | 164           |
| Mèo túi hổ         | 179           |
| Quỷ Tasmania       | 181           |
| Hổ                 | 127           |

#### Hổ

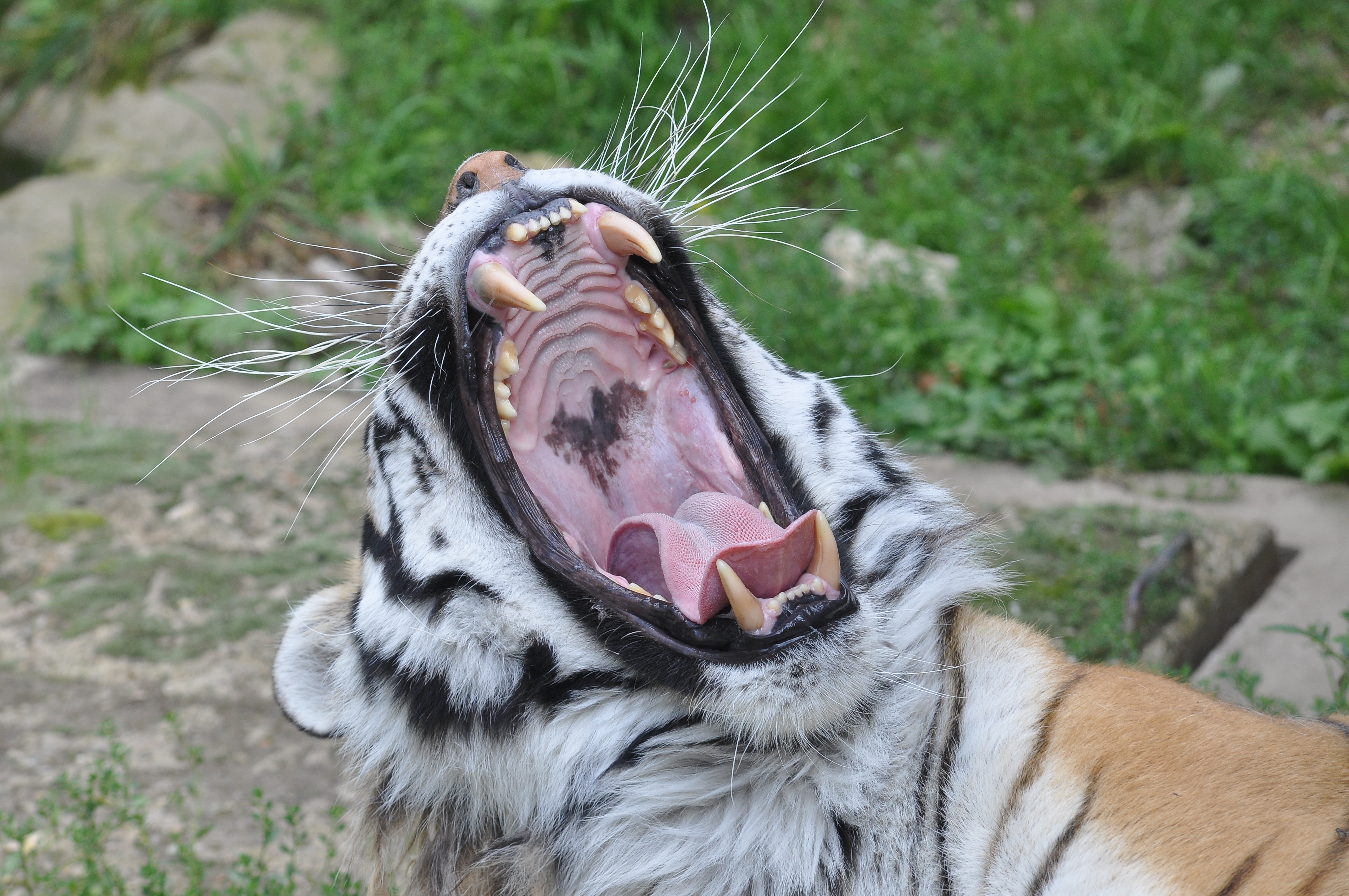
Một con hổ đang nhe nanh

Hổ là loài lớn nhất trong họ mèo và có lực cắn mạnh lên tới 738.000 kg/m2, gần gấp đôi so với lực cắn của sư tử, Loài hổ cũng đã được chứng minh là có lực cắn trung bình mạnh hơn lực cắn của những con sư tử, theo phân tích thì các lực cắn được xác định và điều chỉnh dựa trên khối lượng cơ thể tương quan (BFQ) cho kết quả là con hổ có chỉ số là 127 trong khi đó cho sư tử chỉ là 112. Hổ có một đỉnh răng nhọn hình tam giác phát triển tốt và quy trình hỗ trợ coronoid, cung cấp sự hỗ trợ chắc chắn cho cơ hàm để tạo lực cắn mạnh mẽ cho chúng đó có thể là lý do tại sao sư tử thường đi săn theo đàn, trong khi hổ săn mồi một mình vì có khả năng tự mình hạ gục được những con mồi lớn.
Lực cắn của chúng được hỗ trợ bởi một hộp sọ tròn và cái mặt ngắn tạo nên lực gọng kềm mạnh, chúng còn có cặp nanh dài nhất trong số họ nhà mèo còn tồn tại. Trong những loài thuộc họ mèo, hổ là loài động vật đáng sợ nhất đối với con người. Những vụ hổ tấn công con người thường xảy ra phần lớn tại Ấn Độ và một số nước châu Á, nơi chúng thường sống gần khu dân cư. Đối với những loài thú nhỏ, cân nặng chưa bằng một nửa trọng lượng cơ thể của con hổ, thì chúng giết con mồi bằng cách cắn vào gáy, chúng sẽ dùng răng nanh kẹp chặt đốt xương cổ, dùng sức mạnh của hàm bẻ gãy xương cổ, tách chúng ra khỏi tủy sống. Đối với những con mồi lớn hơn, chúng thường cắn vào cổ họng và ép chặt khí quản của con mồi làm nó ngẹt thở và chết nhanh hơn

#### Sư tử
Sư tử là loài mãnh thú với lực cắn 457.000 kg/m2 (1000 pounds/1 inch vuông) tương đương với 1.700N, cú đớp của sư tử tương đối yếu so với những loài khác nhất là trong khi so sánh với họ mèo lớn khác như hổ, sư tử được coi là "chúa tể của muôn loài" nhưng lực cắn của loài vật này lại yếu hơn những con vật khác trong nhóm mèo lớn, lực cắn của sư tử chỉ khoảng 650psi. Mặc dù lực cắn của sư tử tương đối yếu so với những con mèo lớn, nhưng vẫn mạnh hơn 6 lần so với con người. Hơn nữa, sức mạnh của răng hàm chỉ là một phần vũ khí của sư tử.
Trong khi tấn công linh dương đầu bò hay trâu, sư tử dùng bộ hàm của nó ngoạm vào cổ họng của nạn nhân khiến chúng tắc thở, chúng cũng thường dùng chiến thuật kẹp mõm, ngoại vào mõm của con mồi lớn làm chúng ngạt thở, còn được biết đến là nụ hôn tử thần. Sư tử có thể được mệnh danh là chúa tể của thảo nguyên, nhưng nó không phải và chúa tể của danh sách này. Khi con mồi chết vì nghẹt thở, sư tử mới có thể ăn thịt con mồi.
Từ lâu, loài sư tử đã được gọi là chúa tể thảo nguyên. Trong số các động vật họ mèo, sư tử là loài cao nhất và nặng thứ nhì. Với móng vuốt sắc nhọn, chúng có thể xé xác con mồi chỉ trong nháy mắt. Những chiếc răng nanh khổng lồ được cấu tạo để tiêu diệt. Sư tử nhìn được trong bóng tối, sở hữu tốc độ cao và sự dẻo dai bậc nhất, cực kỳ nhạy cảm với âm thanh và mùi vị. Không chỉ vậy, chúng còn đi săn theo đàn từ 6-8 con. Một con sư tử có khả năng tiêu diệt đến ba con chó sói trưởng thành. Chúng là cỗ máy giết chóc không thể không nhắc tới trong bất kỳ danh sách động vật nguy hiểm nào.

#### Báo đốm

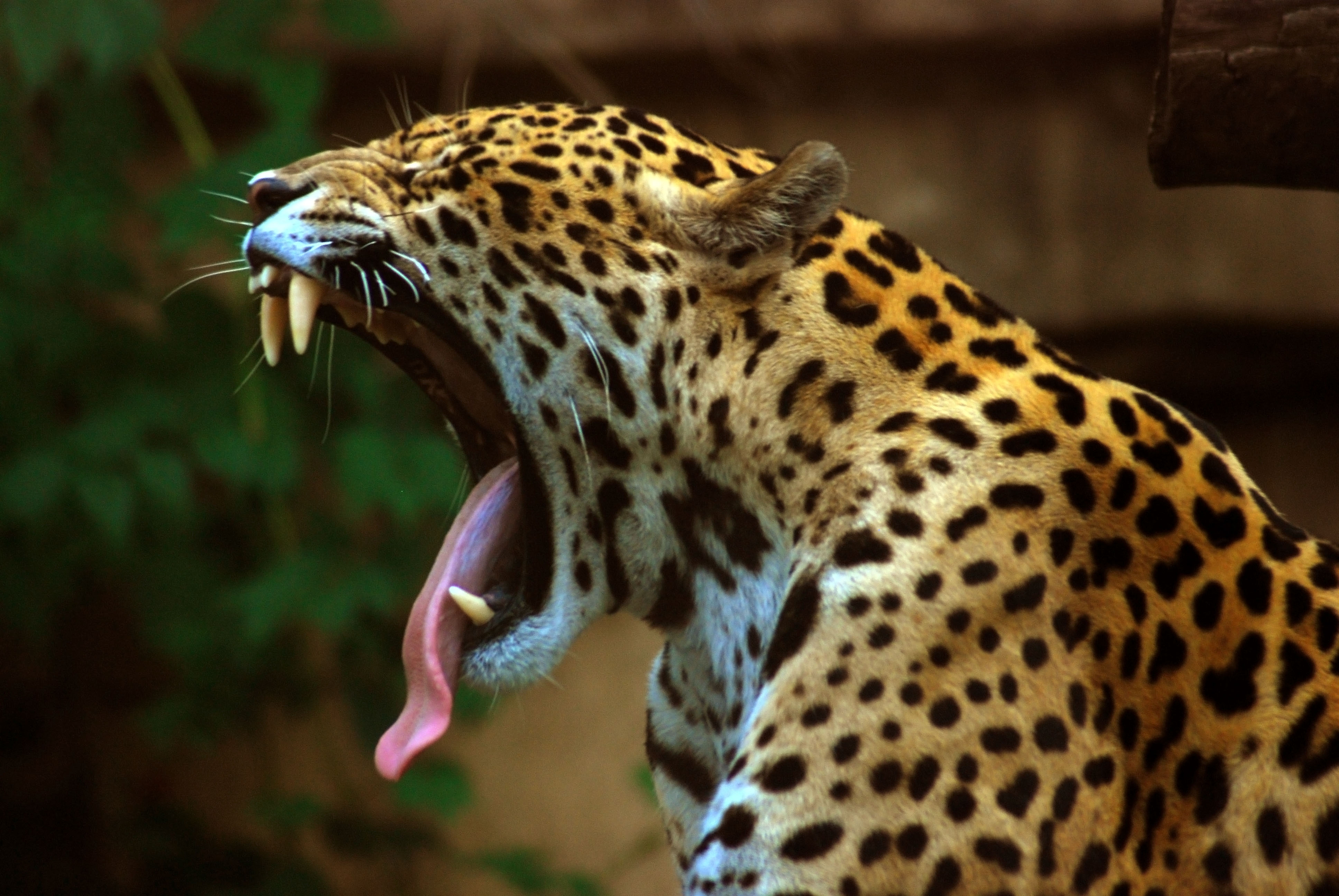
Một con báo đốm Mỹ

Báo đốm châu Mỹ vượt qua cả sư tử và hổ để xếp ở vị trí thứ 4 trong danh sách những động vật có cú đớp uy lực nhất hành tinh với lực cắn lên đến 950.000 kg/m2, chúng được biết đến là loài có bộ hàm khỏe nhất trong số các loài mèo lớn. Trong khi những động vật họ mèo khác hạ gục con mồi bằng cách cắn khiến nạn nhân ngạt thở, báo đốm châu Mỹ tung ra cú cắn uy lực thẳng vào đầu con mồi làm lủng sọ nạn nhân và khiến chúng chết nhanh chóng. Thỉnh thoảng, báo đốm châu Mỹ cũng săn rùa vì chúng thích cảm giác phá vỡ mai dày của con mồi.

#### Báo săn
Báo săn được cho là loài mèo lớn có lực cắn yếu ớt bởi cơ thể chúng được thiết kế dành cho những cuộc đua nước rút. Báo săn giết chết con mồi bằng cách cắn nghẹt thở nhưng phải mất một thời gian khá lâu do lực cắn yếu. Khi tấn công linh dương thì chúng chỉ vật ngã con mồi, nhưng nó không đủ lực để xé con mồi, răng và hàm không đủ khỏe để thực hiện được một đòn cắn hoặc mồm đủ to để ngoạm gọn vào những chỗ hiểm, nó chỉ có thể cố gắng cắn vào con mồi. Ngoài ra với lực cắn yếu và cơ thể dễ dính chấn thương, báo săn thường mất con mồi của mình săn được vào tay kẻ khác.

#### Chó nhà

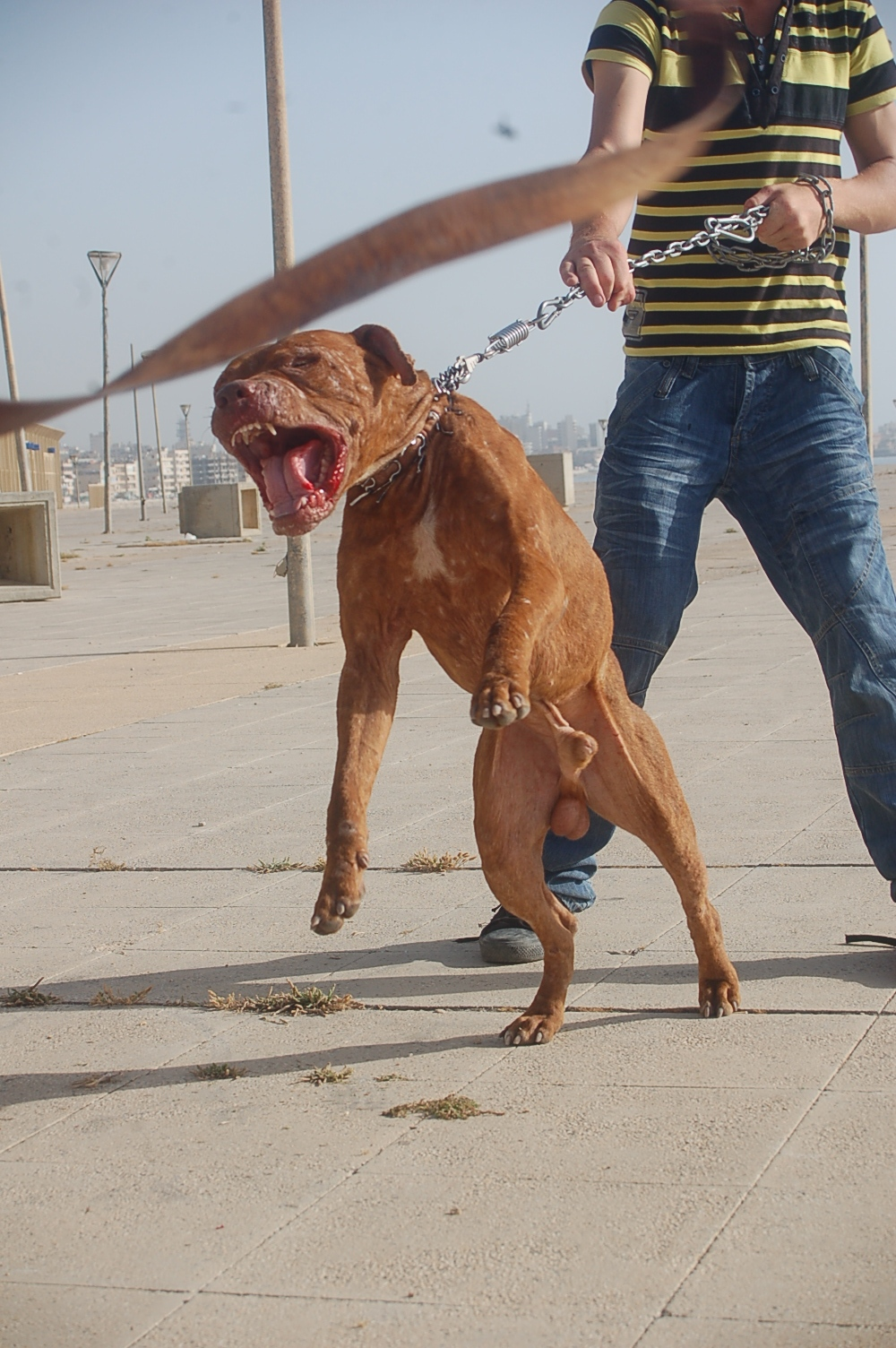
Giống chó pit bull nổi tiếng về lực cắn mạnh và cắn không nhả trong các giống chó

Nhìn chung xét ở mức trung bình (gồm cả các loài chó lớn, chó nhỏ, chó cảnh...) thì chó là loài động vật có lực cắn tương đối yếu. Dù vậy, trong thế giới động vật, cú cắn của loài chó cỡ lớn có thể được xem như là một trong những cú cắn của động vật có lực cắn mạnh nhất. Lực cắn của loài động vật này trung bình rơi vào khoảng 60 kg/cm2, nhưng với những giống chó chọi như Pit bull, ngao Tạng, ngao Ý lực cắn của chúng sẽ rơi vào khoảng 228 kg/cm2 (khoảng 228.000 kg/m2), đủ sức nghiền nát xương cánh tay của một người đàn ông trưởng thành.
Chó Pit bull sở hữu lực cắn mạnh lên đến 250 pounds/1 inch vuông (lực cắn của chúng có thể lên đến 106.5 kg.) với bộ hàm khỏe và lực cắn mạnh. Giống chó này còn có một cơ hàm khác biệt, có cấu tạo như khớp khóa, vì vậy khi nó đã cắn vật gì, hay đối thủ thì không dễ nhả ra. Vết thương do chó căn để lại sẽ rất sâu và rộng vì hàm răng của chúng rất dài, sắc nhọn, ở mức độ nhẹ có thể mang tật, nặng hơn có thể nguy hiểm đến tính mạng. Chỉ cần một nhát cắn của một con pitbull bình thường cũng sẽ cướp đi sinh mạng của một con chó khác, ngay cả chó chăn cừu Đức cũng không đáng kể.
Một con Pitbull bình thường có thể cắn vào một vật và đu mình 30 phút không biết mệt, điều này xuất phát từ điểm nổi trội của Pitbull là chúng có thể lực tốt và thần kinh tốt và cơ cổ khỏe, thậm chí một số con có thể kéo cả chiếc ô tô 4 bánh giống như một lực sĩ hạng nặng. Hàm răng khỏe với lực cắn "chết người". Giống Pit Bull sở hữu bản năng hiếu chiến, thường được huấn luyện để hạ nốc ao những giống chó khác, ngay cả chó sói trong các trận đấu trực diện. Pit Bull nổi tiếng bởi khả năng chiến đấu "giáp lá cà" tuyệt vời. Chúng kiên cường, không chịu đầu hàng, là dũng sĩ của những loài chó.
Lực cắn của chó chăn cừu Đức là 108 kg (so với chó Rottweiler, 136 kg, chó Pit bull, 106.5 kg, chó Labrador Retriever, khoảng 56.6 kg, hoặc con người khoảng 77 kg), nghĩa là cần ghi nhận tác động của vết cắn và thương tích gây ra, và ghi nhận sự khác biệt giữa một vụ chó tấn công người với đặc tính "hung dữ" của chó Sức mạnh của Rottweiler không nên bỏ qua vì chúng là một trong những giống chó nguy hiểm, lực cắn của chúng có thể lên đến 136 kg.. Chó Labrador có đầu rộng, mũi dày và hàm sắc bén, mõm của chúng khá rộng, lực cắn của chúng có thể lên đến khoảng 56.6 kg., cổ chúng rất mạnh mẽ để hỗ trợ cho lực cắn.

##### Sơ cấp cứukhi bị chó cắn[18]

###### Nên làm gì khi bị tấn công?
- Tránh nhìn thẳng vào mắt của chó (duy trì tầm nhìn ngoại vi để quan sát);
- Đưa 2 tay lên bảo vệ vùng mặt, cổ, ngực, ngón tay nắm chặt dạng nắm đấm;
- Nhẹ nhàng di chuyển chậm từng bước rút lui khỏi lãnh địa của chó

###### Các thao tácsơ cấp cứu
1. Nhẹ nhàng rửa sạch vết chó cắn với xà phòng và nước sạch;
2. Nhẹ nhàng lau khô vết cắn;
3. Thoa kem sát trùng nếu có sẵn;
4. Nếu vết cắn còn chảy máu nhiều, quấn băng thun tạo áp lực cầm máu;
5. Đưa người bị chó cắn đi tiêm phòng trong ngày. Nếu họ bị cắn ở vùng mặt, cổ, cần đưa họ đi bệnh viện tiêm phòng gấp ngay sau khi sơ cấp cứu;
6. Nếu bị cắn bởi chó nhà có tiêm phòng định kỳ an toàn và vết thương nhẹ thì sau khi sơ cấp cứu có thể để họ ở nhà và quan sát theo dõi các dấu hiệu nhiễm trùng;
7. Quan sát bất kỳ dấu hiệu lạ nào ở người bị chó cắn và con chó, và đưa người bị cắn đi bệnh viện nếu cần thiết.

#### Chó sói

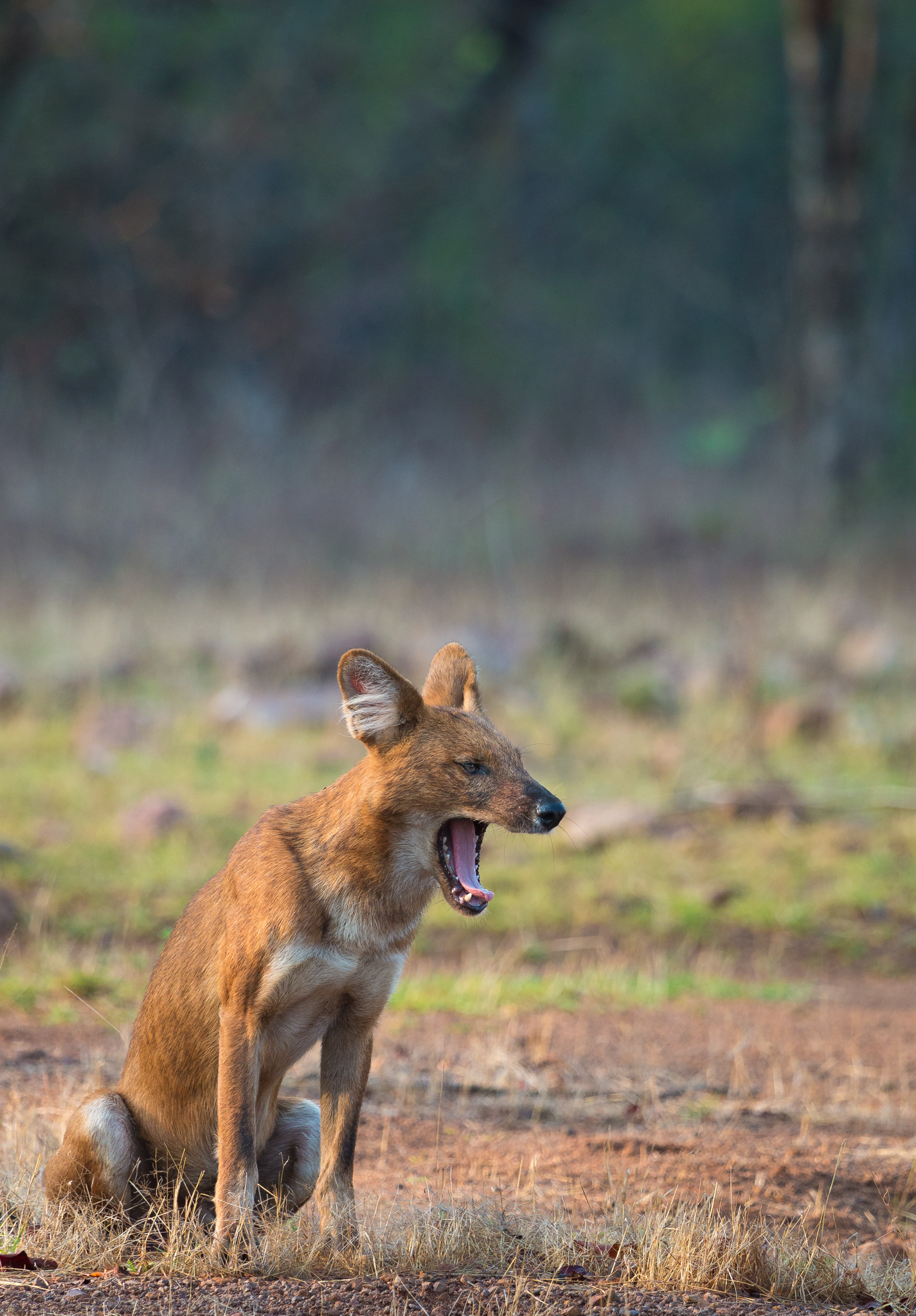
Một cú táp của sói lửa có thể xé đứt cả da bò

Chó sói xám sở hữu lực cắn lên đến 400 pounds/1 inch vuông, gần gấp đôi giống chó nhà và do đó, khi tấn công, một miếng cắn của nó (cú cắt kéo) đủ sức làm vỡ xương đối thủ. Chó sói xám còn có hàm răng lớn hơn loài chó nhà bình thường, khác với nanh của họ mèo là dài, chắc và mập thì cặp nanh sói được đặc trưng bởi mấu dẹt, nhọn và sắc như dao cạo, dùng để xét con mồi, gây mất máu. Một con sói có kích thước nhỏ cũng dễ dàng đánh bại một con chó nhà cỡ lớn nhờ hàm răng sắc nhọn và những cú cắn chết người vào vùng cổ.
Chó sói bẩm sinh là những kẻ săn mồi, để sống sót trong điều kiện khắc nghiệt, chúng phải tranh giành thức ăn với loài gấu. Kinh nghiệm săn mồi của chó sói có lẽ không loài nào địch nổi. Thêm nữa, loài sói luôn đi săn theo đàn. Khi săn các loài thú lớn, như nai sừng tấm, chó sói thường tập trung cắn vào chân sau của con vật. Khi con mồi ngã xuống vừa tầm, chó sói sẽ cắn một cú chí mạng vào cổ họng cắt đứt động mạch chủ và dây thần kinh, khiến cho con vật chết nhanh chóng.
Hàm răng của sói lửa có thể nói là sắc hơn cả dao cạo, xé đứt cả da trâu, da bò Khi đã khép vòng vây, hàm răng của sói lửa lúc này hơn cả dao cạo, xé đứt cả da trâu, da bò cho nên đối với các con vật lớn như trâu, bò thì chúng dùng chiến thuật quây quanh và cứ vờn rồi đớp thịt ở mông, ở đùi khiến những con trâu, bò con nào cũng bị mất một mảng thịt ở mông, máu chảy nhoe nhoét, vung vãi khắp nơi đến khi nào trâu, bò mất máu nhiều, kiệt sức và gục xuống, sói lửa sẽ dùng răng sắc khỏe để phanh bụng con mồi rồi ăn phần lòng. Ngoài ra còn có loài chó hoang châu Phi cũng là loài sở hữu cú cắn đáng sợ nhất trong số các loài động vật có vú ăn thịt

#### Sói túi
Xét trên trọng lượng cơ thể, danh hiệu lực cắn mạnh nhất được cho là thuộc về hổ Tasmania, một loài thú có túi có cú ngoạm mạnh gấp 3 lần một con chó với cân nặng tương đương khi tính toán kích cỡ cơ hàm của chúng bằng cách đo khoảng cách từ sọ tới xương má. Cú ngoạm của con vật càng khoẻ, thì nó càng có cơ hội vồ được những con mồi lớn và làm nghẹt thở đến chết trong cổ họng. Trong một số trường hợp, có những con vật nhỏ hơn lại có cú cắn mạnh hơn cả những con lớn. Trong số những sinh vật hiện đại, hổ Tasmania giành danh hiệu vô địch cho cú cắn khoẻ nhất tương ứng với kích cỡ cơ thể.
Cuối thế kỷ 19, đầu thế kỷ 20, hổ Tasmania là ác mộng với cư dân ở lục địa Úc, vì nó là sát thủ của các loài vật chăn nuôi như bò, cừu. Tuy có cơ thể chỉ là chó sói, nhưng chỉ một cú đớp của nó, cũng làm đứt họng bò mộng, khiến con bò chết ngay tức khắc. Với bộ hàm khỏe, răng sắc, cái miệng rộng, hổ Tasmania thực sự là kẻ săn mồi hung tợn. Tuy nhiên, một nghiên cứu khác lại có kết luận hoàn toàn trái ngược. Hộp sọ của con vật lõm sâu khi cắn con mồi làm cho hàm của chúng không đủ khỏe. Hàm của loài này được cho là khá yếu ớt, nên chúng chỉ bắt được con vật nhỏ hơn cơ thế.

#### Linh cẩu

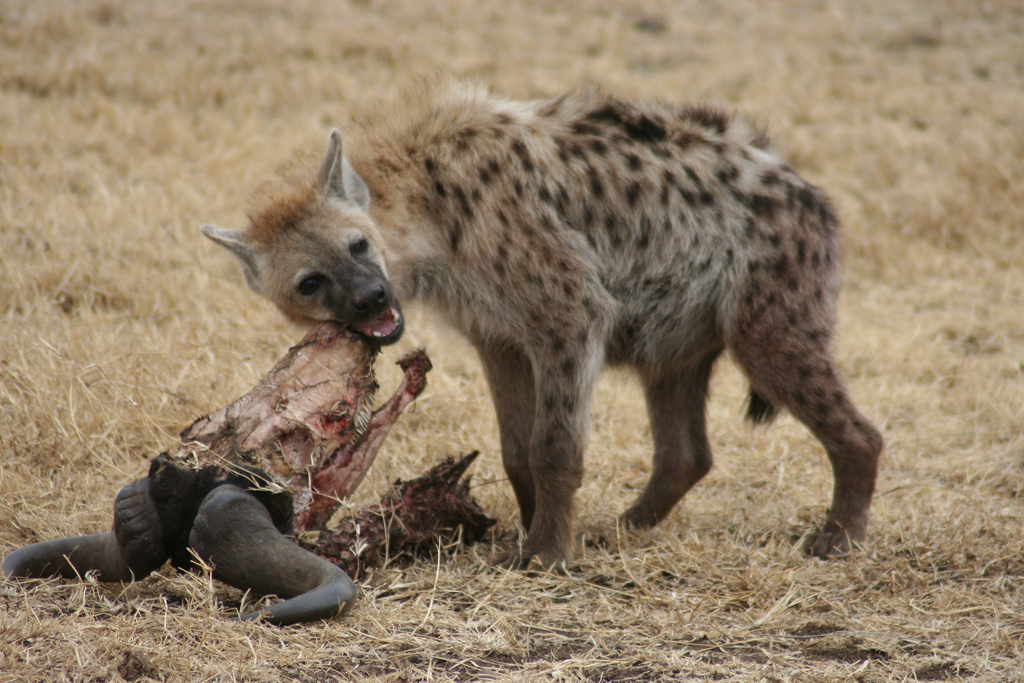
Linh cẩu có bộ hàm khỏe cho phép chúng gặm thấu xương các loài vật to lớn

Linh cẩu được đánh giá là một trong những động vật có vú có lực cắn uy lực nhất trên Trái đất với lực cắn lên đến 773.000 kg/m2 (1000 pounds/1 inch vuông), với lực cắn gần gấp đôi loài chó sói, linh cẩu là giống săn mồi thực sự đáng sợ. Loài linh cẩu hay cười của châu Phi thường được cho là có cú cắn nguy hiểm nhất xét trên trọng lượng cơ thể. Nhưng điều này chưa được ai chứng thực. Tuy nó vẫn có bộ hàm đáng sợ, nhưng so với trọng lượng cơ thể thì không phải là những kẻ siêu phàm, lời đồn rằng linh cẩu có cú ngoạm kinh hoàng nhất thế giới là không chính xác.
Hàm răng của loài linh cẩu cực kỳ chắc khỏe, chúng có thể nhai vụn cả xương, chúng thường dùng hàm răng cực khỏe để nhai xương của con mồi, vì răng khỏe, chúng có khả năng xé được thịt rất dai, răng hàm của chúng được cấu tạo như chiếc búa đập thịt làm mềm những mảnh da con mồi dai nhách mà các loài ăn thịt khác chẳng thềm ngó ngàng đến. Hàm lượng axit trong dạ dày rất cao, cho phép chúng tiêu hóa được những vật thể cứng. Chúng là một trong số ít những dã thú sẽ tiêu thụ hầu hết các bộ phận của con mồi. Khi còn nhỏ những con linh cẩu non còn có trò chơi là kiếm một thanh cây và thi nhau gặm cho đến khi thanh cây ngắn nhất, đây là cách chúng luyện bộ răng hàm của mình.
Đi săn theo đàn, chúng thường rượt đuổi con mồi cho đến khi mệt lả mới tiến hành ăn thịt. Không chỉ có lực cắn mạnh, linh cẩu còn thực sự thông minh. Với những lợi thế này, linh cẩu có thể xua đuổi sư tử để tranh giành con mồi nếu chúng có số lượng áp đảo. Với tính tham lam, liều lĩnh, hàm răng sắc nhọn và lối sống bầy đàn, linh cẩu có thể chiến thắng và giết chết sư tử Linh cẩu cũng tấn công con người nếu xâm phạm lãnh thổ của chúng, chúng được coi là một trong những loài động vật ăn thịt tham lam nhất trên cạn, có thể giết chết các loài vật to lớn như ngựa vằn, linh dương đầu bò, trâu rừng, ngoài ra khả năng chạy nhanh cũng cho phép linh cẩu truy đuổi được cả những loài chim ở khoảng cách gần.

#### Gấu

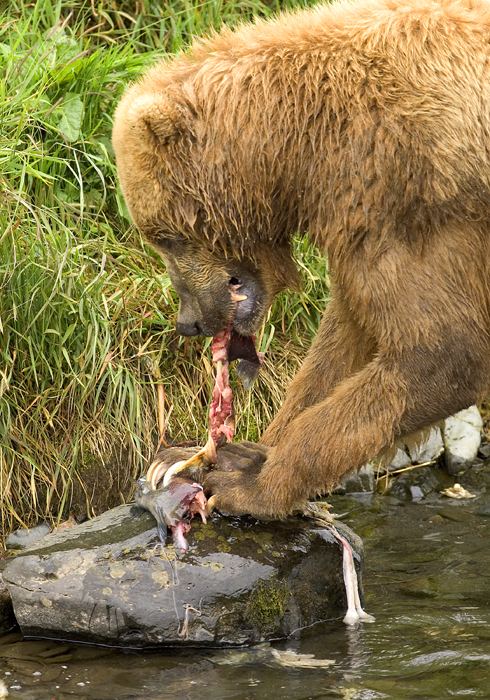
Một con gấu đang cắn một con cá hồi

Gấu có lực cắn lên tới 685.000 kg/m2 của loài gấu có thể dễ dàng làm vỡ một quả bóng bowling. Trong đó, Gấu xám Bắc Mỹ còn nổi tiếng với lực cắn mạnh lên đến 1200 pounds/1 inch vuông, hơn cả linh cẩu đốm ở châu Phi. Không chỉ sở hữu lợi thế về kích cỡ, chúng còn có lực cắn mạnh hơn linh cẩu, cộng với móng vuốt và bản tính hung dữ khi cảm thấy bị đe dọa. Dù có thân hình to lớn, gấu xám có thể chạy tới 56 km/h.

#### Chồn sói
Chồn gulô Bắc Mỹ có lực cắn lên đến 400 pounds/1 inch vuông. Với hàm răng khỏe cùng bộ móng sắc nhọn, chúng có khả năng tự vệ trước mọi loài ăn thịt, thậm chí đánh bại những con thú to lớn hơn gấp nhiều lần. Sở hữu kích thước cơ thể khiêm tốn, nhưng chồn gulô vẫn được coi như là một trong những loài động vật hung dữ nhất. Chúng có thể đẩy lùi đến cả gấu và sói nếu cảm thấy bị đe dọa. Dù bé nhỏ, chúng hầu như không có thiên địch trong giới tự nhiên. 

#### Khỉ đột
Khỉ đột có một hàm răng cực khỏe với, lực cắn của chúng được ghi nhận lên tới 590 kg/cm2 (thông số khác cho thấy nó có lực cắn lên tới 913.000 kg/m2). Khỉ đột có răng to, ngắn và chắc tương ứng với cơ thể đồ sộ, răng nanh của con đực dài 25 cm, và các răng ở hàm sẽ trở nên quá rộng so với hàm của nó. Nhưng dù có cơ hàm rất ấn tượng, thức ăn của khỉ đột chỉ là thực vật. Ngay cả khi giao chiến, chúng chủ yếu cũng chỉ dùng sức mạnh cơ bắp và rất ít khi phải sử dụng đến cái miệng khủng khiếp này.
Dù vậy, vũ khí của chúng được biết đến chính là sức mạnh thể chất của một cơ thể đồ sộ, sức mạnh của một con khỉ đột lưng bạc có thể lật đổ cả một chiếc ô tô, với cánh tay mạnh và cơ bắp, một cú đấm của loài khỉ đột có thể khiến mọi vật đối diện phải biến dạng. Khỉ đột tỏ ra rất hòa nhã và xấu hổ khi đối mặt với con người. Tuy nhiên, chúng lại rất hung hãn trong khi chiến đấu và thường chiến đấu tới chết, chúng thường đấm ngực liên hồi để tỏ rõ sức mạnh. Khỉ đột có rất ít đối thủ trong tự nhiên ngoài con người và loài báo hoa mai.

#### Hà mã
Miệng của loài hà mã rất khỏe với lực cắn cắn thật sự kinh hoàng lên tới 1,28 triệu kg/m2 (800 kg/cm2), có thể ngoạm đứt đôi cơ thể con người hoặc một con cá sấu chỉ bằng một cú đớp. Đây là một trong những loài vật có lực cắn mạnh nhất thế giới. Hà mã được cho là loài động vật nguy hiểm nhất tại châu Phi và là ứng cử viên hàng đầu cho danh hiệu động vật nguy hiểm nhất thế giới. Chúng có thể trông bụ bẫm, ngốc nghếch và vụng về, nhưng mọi thứ về hà mã đều rất đáng sợ. Hà mã là động vật không ăn thịt, nhưng chúng thỉnh thoảng vẫn tấn công con người. Với trọng lượng khoảng 2 tấn, hà mã là một trong những động vật có vú lớn nhất thế giới. Mặc dù có thân hình tương đối nặng nề, nhưng hà mã có thể chạy với tốc độ gần 50 km/giờ.

### Cá kình
Cá hổ kình: Một trong những điều đã đưa cá voi sát thủ trở thành loài săn mồi đáng sợ nhất đại dương là lực cắn kinh hoàng của chúng với lực cắn được ghi nhận lên đến 1 tấn/cm2, đủ sức nghiền vụn bất kỳ con mồi nào săn được. Cá voi sát thủ vốn nổi tiếng là kẻ săn mồi hung dữ nhất đại dương. Chúng săn mồi theo đàn từ 4-5 con, khiến hầu như không con mồi nào có thể trốn thoát. Chúng rất linh hoạt, nhanh nhẹn, săn mồi điêu luyện cùng khả năng chớp thời cơ. Chúng có khoảng 50 cái răng hình nón, được dùng để xé con mồi từ hải cẩu cho đến cá voi xám con nhưng cá kình thường đi cùng nhau để săn hạ con mồi lớn, có nghĩa nhiều bộ hàm cá nhà táng chỉ phải làm việc nhẹ, và từng cú cắn riêng lẻ của chúng không thực sự quá mạnh.

#### Thú khác

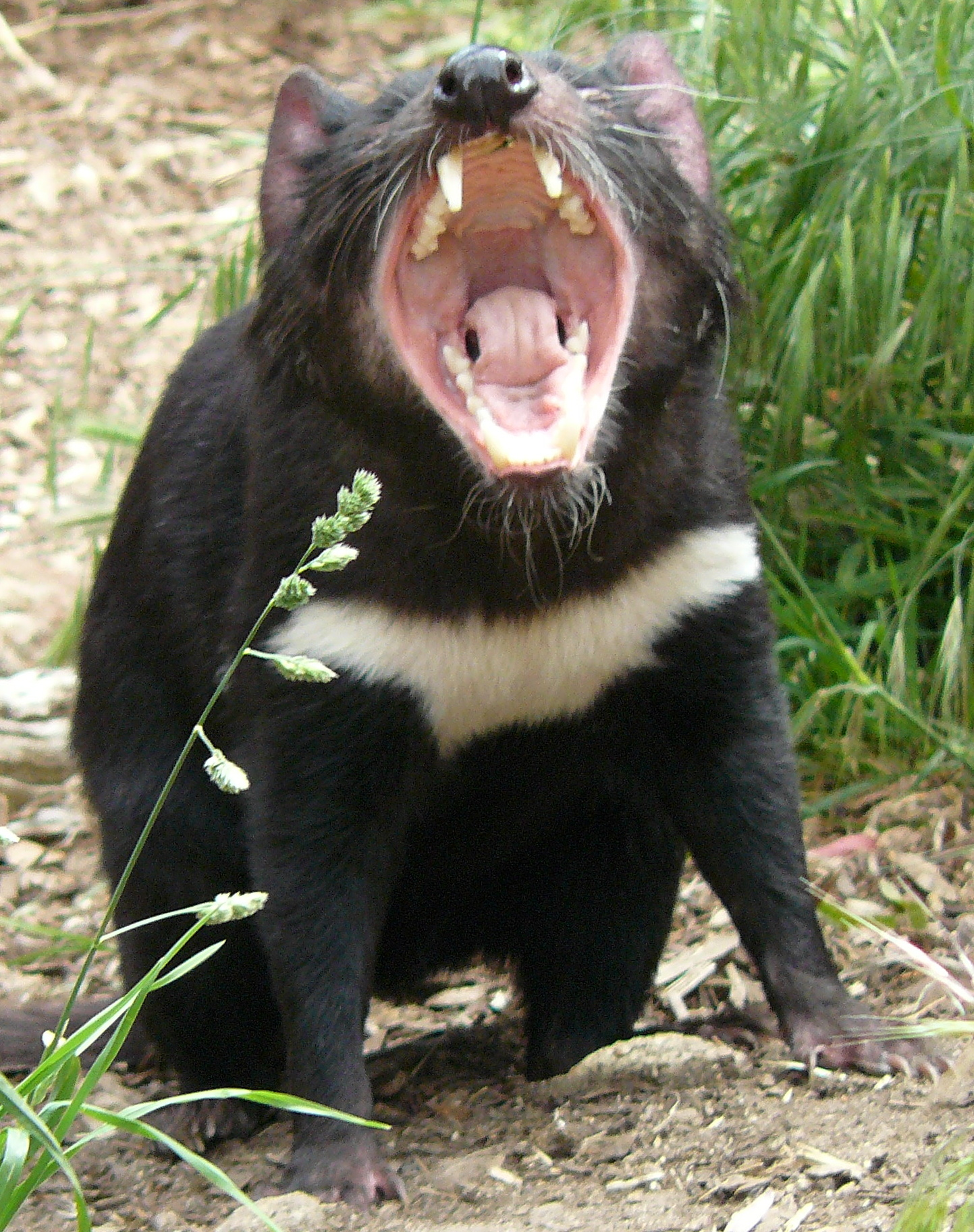
Một con quỷ Tasmania

- Quỷ Tasmania có cái đầu khá giống loài chuột, nhưng hàm răng sắc nhọn lại là của chó sói, Chúng có cơ thể tròn lẳn, cơ bắp và có một cái đầu lớn, khớp cổ linh hoạt cho phép chúng tạo ra những vết cắt chí mạng khi săn mồi, hàm của chúng có thể cắn gãy xương, lực cắn của chúng mạnh tới mức có thể cắn đứt những mảnh sợi kim loại. Ngoài ra, chúng còn được biết đến với tiếng kêu ghê rợn.
- Thông thường các loài thú có túi có cú cắn mạnh hơn rất nhiều so với cân nặng của chúng. loài có bộ hàm mạnh nhất mọi thời đại là sư tử có túi đã tuyệt chủng từ kỷ băng hà của Australia (Thylacoleo carnifex), nó có hàm răng mạnh như của một con sư tử nặng gấp 3 lần chúng[23]
- Chuột lang khổng lồ là loài chuột lớn nhất từng sống, có lực cắn vào khoảng 1.400 Newton, tương đương lực cắn của một con hổ. Chuột Josephoartigasia dùng răng cửa to lớn cho các hoạt động khác ngoài cắn, chẳng hạn như đào hang kiếm thức ăn, hoặc bảo vệ bản thân khỏi kẻ thù.
- Lực cắn của chuột nhà, yếu không đáng kể nhưng khi chúng bị dồn vào đường cùng, chúng có thể cắn trả, vết cắn của chúng lây nhiễm nước bọt chứa vi khuẩn gây ra bệnh sốt chuột cắn
- Hải tượng: Có điểm đặc trưng là bộ ngà dài và thẳng. Chúng có kỹ năng săn mồi điệu nghệ, nhưng đi kèm với đó là một lực cắn 800 kg/cm2. Chính nhờ vậy, hải tượng đã lọt vào số những loài vật có lực cắn mạnh nhất thế giới.
- Loài hổ răng kiếm (Smilodon fatalis) đã bị tuyệt chủng ở châu Mỹ lại không có hàm răng mạnh mẽ so với cơ thể chúng. Cú ngoạm của nó yếu hơn của linh cẩu[23].
- Có một loại cá nhà táng tiền sử là Livyatan melvillei có răng ở cả hai hàm, mỗi chiếc dài tới 36 cm, với xương sọ và kích cỡ răng  thì có khả năng Livyatan melvillei chính là một trong những loài có cú cắn ghê gớm nhất mọi thời đại. Xem xét hàm, răng và kích cỡ sọ và các thành phần, con vật này rõ ràng có thể tạo ra những cú cắn cực mạnh[5].

### Các loàiBò sát

#### Cá sấu
Cá sấu sông Nile hay còn gọi là cá sấu châu Phi là một trong những loài có cú cắn mạnh nhất với lực cắn lên tới 2,6 tấn/cm2 (hay 2,6 triệu kg/m2), đồng thời cũng là loài vật có lực cắn mạnh nhất hành tinh. Đây là loài động vật có cú đớp uy lực nhất thế giới tự nhiên, Với lực cắn khủng khiếp lên tới 2,6 triệu kg/m2, cá sấu châu Phi được xếp đầu danh sách những động vật có cú đớp uy lực nhất và là loài vật được ghi nhận có lực cắn mạnh nhất trong vương quốc động vật là cá sấu sông Nile với lực cắn lên tới 2,6 tấn/cm2. Lực cắn của nó gấp 20 lần lực cắn của con người khi ăn bít-tết.

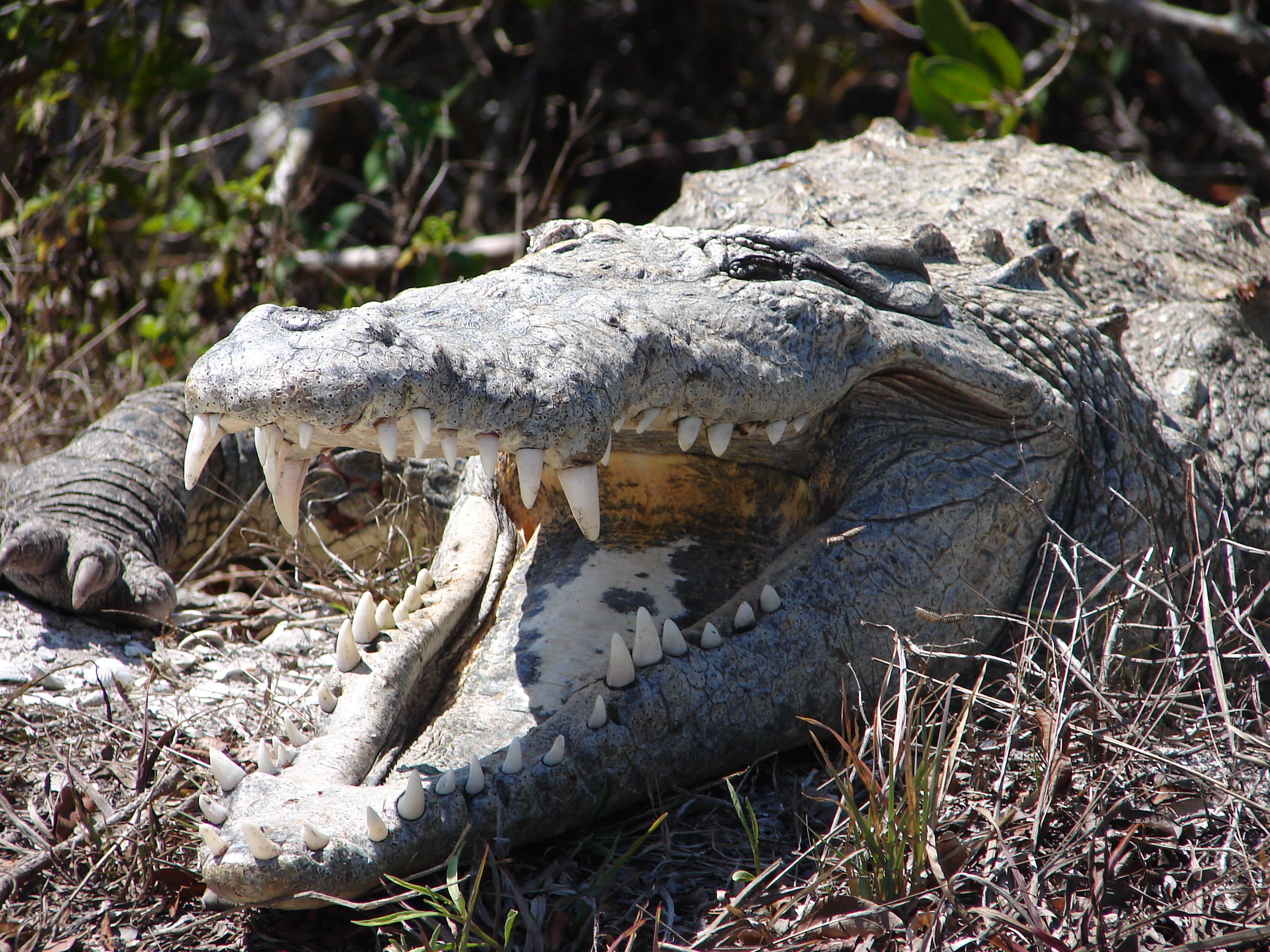
Bộ hàm của một con cá sấu Mỹ

Cá sấu Mỹ có lực cắn 1,5 triệu kg/m2, Loài bò sát này có cú đớt với uy lực đứng thứ hai trên hành tinh. Cá sấu châu Mỹ không có đối thủ nào trong tự nhiên. Món ăn ưu thích của nó là cá, chim, rùa và chó hay hươu. Chúng thường không hung hăng với con người, nhưng một số vụ cá sấu châu Mỹ tấn công người vẫn xảy ra.
Cá sấu cửa sông hay Cá sấu nước mặn: Sở hữu lực cắn: 5000 pounds/1 inch vuông hoặc hơn. Thông thường, chỉ một cú táp của cá sấu cũng có khả năng nghiền nát xương, hạn chế đáng kể chuyển động của mục tiêu. Hàm răng sắc nhọn với lực cắn mạnh hơn hầu hết các loài động vật ăn thịt khác. Một thông số khác cho thấy, cá sấu này có lực cắn tối đa là 16,460 N (3,700 lbf), đó là lực cắn lớn nhất trong số các động vật hiện nay. Theo một nghiên cứu năm 2012 do Đại học Bang Florida ở Tallahassee tiến hành thì cú cắn mạnh nhất từng được ghi nhận trên sinh vật đang sống thuộc về cá sấu nước mặn khi nghiên cứu so sánh 23 loài cá sấu bằng cách dụ những con vật bò sát này cắn một miếng bánh sandwich bằng kim loại trên cây sào. Thiết bị đầu dò đo lực cắn này đo đạc áp lực giữa hàm trên và hàm dưới của con vật nhờ hai tấm đĩa mỏng gắn vào và đo giữa hàm răng chúng nơi lực cắn có thể là mạnh nhất nhưng chỉ có lực cơ nội chuyển hàm được đo mà không tính đến các lực xoắn khác.
Những con cá sấu nước mặn lớn nhất có thể cắn với lực 16.414N, gấp 3,5 lần so với linh cẩu đốm. Cú cắn của cá sấu yếu hơn một chút so với cá mập trắng khổng lồ nhưng cú cắn của cá mập chỉ mới là kết quả dựa trên mô phỏng. Không phải răng hay hàm dài của cá sấu khiến chúng có cú cắn lớn, mà là lực táp dữ dội mà vì cơ đóng hàm khổng lồ, đặc biệt là cơ chân bướm ngoài (pterygoideus) dễ thấy ở những con cá sấu lớn, có những yếm thịt lủng lẳng gần góc hàm của miệng chúng giải thích vì sao cá sấu lớn có lực cắn mạnh. Cơ đóng hàm của chúng cho thấy sự phát triển nhanh tích cực. Khi con vật lớn lên, các cơ lớn nhanh hơn thông thường. Cá sấu lớn cắn mạnh hơn các con chưa trưởng thành vì chúng hoàn toàn lớn hơn về mặt kích cỡ, nhưng cũng bởi vì các cơ của chúng cũng lớn hơn.
Lực cắn của loài cá sấu cổ đại Deinosuchus được ước tính là hơn 18.000 N (4.000 lbf) thậm chí các loài theropoda lớn và dài nhất, như Tyrannosaurus, cũng không thể đọ lực cắn với Deinosuchus.

#### Khủng long
Khủng long bạo chúa là một trong số động vật trên cạn có lực cắn lớn nhất. chúng có lực cắn mạnh nhất so với bất kì loài động vật sinh sống trên trái đất từ cổ chí kim. Một vết cắn của khủng long bạo chúa mạnh gấp mười lần cá sấu châu Mỹ, tạo ra một lực có trọng lượng lên tới 6 tấn, tức bằng trọng lượng của một con voi. Một con khủng long bạo chúa trưởng thành có lực cắn mạnh tới 35.000 tới 57.000 lực Newtons, tức là lớn hơn gấp vạn lần so với con người. Khủng long bạo chúa có lực cắn vào khoảng 3,1 tấn, lớn hơn cá mập trắng đang tồn tại nhưng lại là con số khiêm nhường đối với loài Răng Lớn
Một mô hình máy tính mô phỏng theo cơ hàm của T. rex và những phân tích về họ hàng của chúng như cá sấu và chim cho thấy lực cắn của loài khủng long này là khoảng 3.630 kg tương đương với trọng lượng của 3 chiếc xe hơi nhỏ, và mạnh nhất trong các loài khủng long từng được ước tính. Khi đo sức nhai của T. rex và tính toán cách loài động vật này truyền lực cắn qua hàm răng hình nón dài 18 cm cho thấy chúng tạo ra áp lực răng lớn khoảng 30.300 kg/cm vuông trên vùng tiếp xúc của răng. T. rex sở hữu áp lực răng lớn hơn bất cứ sinh vật nào từng được nghiên cứu nhưng lực cắn của chúng lại không phải lớn nhất từ trước đến nay mà loài cá sấu khổng lồ Deinosuchus
Khi con khủng long bạo chúa cắn xé con mồi, lực hàm của chúng giúp nghiền nát phần xương một cách dễ dàng. Những vết cắn trên xương hóa thạch của các loài khủng long khác sống cùng thời với T. rex như Triceratops (Tam giác long) cho thấy T.rex có thể gặm xương. Với lực hàm của mình, T.rex có thể cắn bất cứ thứ gì nó muốn, miễn là thứ đó được làm từ thịt và xương. Đây chính là lợi thế của T. rex khi so với các động vật săn mồi Giống như loài kền kền, nó có thể di chuyển những quãng đường dài và phần lớn bộ não được dùng vào việc đánh hơi và T-Rex sử dụng thân hình đồ sộ và mùi hôi thối của mình chỉ để cướp bữa ăn của những con khủng long nhỏ hơn

#### Rùa
Rùa lai cá sấu là mối nguy hại mối nguy hại với con người vì chúng thường tấn công và cắn ngón chân và ngón tay của người bơi dưới nước. Mặc dù là thành viên nhỏ nhất trong danh sách này, cú đớp của rùa lai cá sấu đủ lực để làm đứt xương ngón tay một cách dễ dàng với lực cắn 703.000 kg/m2. Chúng là mối nguy hiểm thường trực cho những người tham gia trò bắt cá bằng tay.

### Các loàicá
Các loài cá là những động vật điển hình cho cấu tạo của một cú đớp, nhất là các loài cá dữ

#### Cá mập

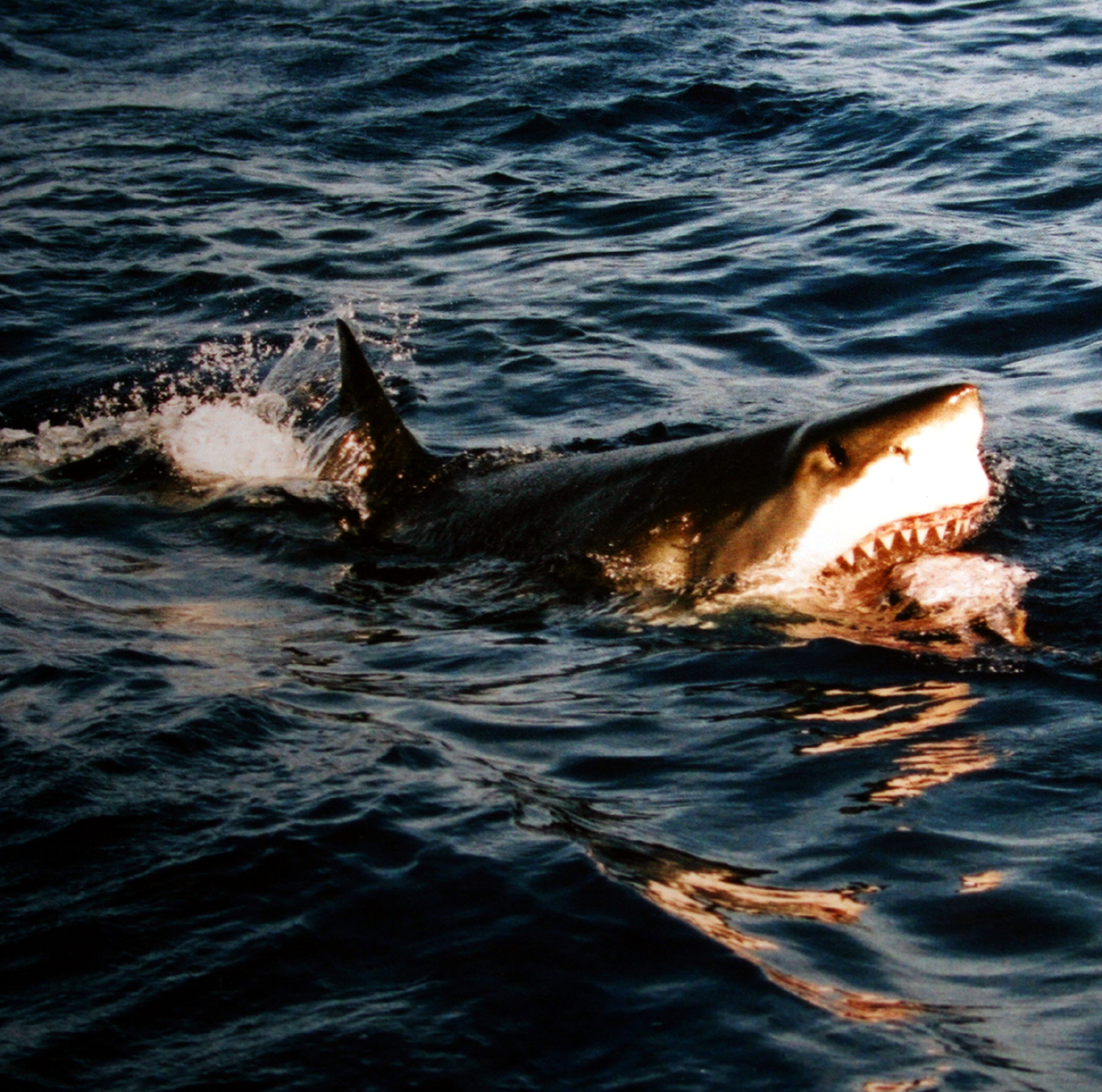
Một con cá mập đang tấn công

Đại diện của biển cả là cá mập trắng lớn với lực cắn 493.000 kg/m2 (hay có lực cắn 300 kg/cm2). Cá mập trắng lớn chỉ xếp hạng thấp như vậy trong danh trong danh sách những động vật có cú đớt uy lực nhất hành tinh, vì sát thủ đại dương là nỗi kinh hãi đối với nhiều người. Sự nguy hiểm của cá mập trắng lớn nằm ở bộ răng sắc nhọn. Với lực không quá mạnh, chúng có thể xé xác như một con dao thái quả bơ. Cá mập trắng khổng lồ có thể nói là nỗi khiếp sợ dưới đại dương nhưng có vẻ như lực cắn của chúng không tương xứng với kích cỡ cơ thể vì chỉ có 300 kg/cm2. Tuy nhiên, cấu tạo bộ hàm của cá mập trắng có rất nhiều răng nhọn lởm chởm, do đó chúng có thể dễ dàng xé xác bất kỳ con mồi nào nó muốn
Nhìn chung, với bộ hàm có 300 chiếc răng sắc như dao và thường xuyên được thay thế, cá mập trắng dĩ nhiên sở hữu một trong những cú đớp đáng sợ nhất trên Địa Cầu, nhưng vấn đề là cái hàm làm bằng xương sụn linh hoạt chứ không phải là xương cứng (vì cá mập thuộc lớp cá sụn chứ không phải là cá xương) nên cũng có câu hỏi rằng cá mập trắng có thể tạo ra cú cắn mạnh mẽ nhất. Nhóm nghiên cứu của Đại học New England ở Úc và đồng nghiệp đã sử dụng mô phỏng máy tính để ước tính lực cắn của cá mập trắng khổng lồ. Với con cá mập kích cỡ lớn nhất, ước tính lực cắn mạnh nhất khoảng 18.216 Newton. Để so sánh, cú đớp mạnh nhất của con người với những răng hàm ở vị trí số hai chỉ có lực khoảng 1.317N.
Dường như con người đang đáng giá quá thấp sức mạnh của cá mập trắng do chúng chỉ vờn con mồi trước mặt kẻ thù. Những con cá mập trắng lớn nhất có lực cắn lên tới 2 tấn, lớn gấp 3 lần lực cắn của loài sư tử châu Phi và gấp 20 lần lực cắn của con người. Đây là lực cắn lớn nhất được biết đến trong thế giới của các loài thú đang tồn tại ngày nay, mặc dù có thể loài cá voi sát thủ hay cá sấu cũng có lực cắn mạnh hơn. Với tất cả những kẻ săn mồi thuộc động vật có vú, rất nhiều lực cơ dành cho cú đớp đều bị mất. Nhưng cá mập lại sở hữu một hệ thống đòn bẩy hiệu quả hơn. Chúng đã tấn công chỉ bằng một cú đớp gây thương tích nặng nề rồi sau đó quay trở lại đợi con mồi chết dần chết mòn vì mất máu. Cú đớp của cá mập có lẽ đặc biệt đáng sợ cho dù chúng chẳng hề có xương, khung cơ thể của chúng được tạo nên từ sụn loại mô tạo nên tai người.
Mặc dù sụn mềm dẻo hơn xương nhưng sun cũng không làm giảm sức cắn đi nhiều, có lẽ chỉ khoảng 5% hoặc ít hơn. Tính linh hoạt cao của hệ thống khung cơ thể có thể giải thích tại sao cá mập lại có cú đớp hiệu quả đến thế. Nhưng cú đớp của cá mập cũng không đến nỗi quá đặc biệt. Xét theo một đơn vị cân nặng thì hầu hết các loài chó và mèo có cú đớp thậm chí còn mạnh hơn. Nhưng vì cá mập quá lớn nên mới có lực cắn khủng khiếp như thế. Mặc dù cú đớp của cá mập mạnh mẽ như thế, nhưng khả năng gây sát thương lên con mồi phần lớn phụ thuộc vào thiết kế tinh vi của bộ hàm đáng sợ. Răng của chúng cực sắc, có răng cưa như dao thái thịt bò, nên chũng không cần phải dùng quá nhiều lực như thế để đớp hay xé thịt tươi. Chúng có băng tải răng nên răng cứ tiếp tục mọc từng hàng từng hàng. Chiếc răng cá mập rụng và được thay thế trước khi nó kịp mòn đi

#### Megalodon
Megalodonsở hữu hàng trăm chiếc răng khỏe mạnh và sắc nhọn, có lực cắn mạnh nhất với độ cắn lên tới 8 tấn (dựa vào việc nghiên cứu cấu tạo hàm và răng của chúng) gấp 5 lần khủng long bạo chúa T-rex và cá sấu khổng lồ, những sinh vật cũng nổi tiếng về lực cắn. Cấu tạo bộ hàm to khỏe, khung xương rộng lớn và dành nhiều chỗ cho cơ bắp khiến cú cắn của chúng càng có lực sát thương lớn hơn, dễ dàng nghiền nát cả một chiếc xe hơi. Nếu một con Megalodon đọ sức với cá voi tiền sử, chúng có thể khiến hộp sọ của cá voi này bị nghiền nát như một quả nho trong tích tắc. Nếu so về sức mạnh, lực cắn và độ lớn thì khủng long bạo chúa T-rex không xứng là đối thủ của nó. Loài cá mập khổng lồ nổi tiếng với tên Carcharodon megalodon đã tuyệt chủng 2,6 triệu năm trước, có thể dài đến 20m, gấp 3,5 lần kích cỡ của một con cá mập trắng khổng lồ lớn nhất, lực cắn của cá mập ước lượng lực cắn của con cá mập siêu khổng lồ này là từ 108,514 đến 182,201N, đủ để nghiền nát một chiếc xe hơi nhỏ.

#### Cá hổ

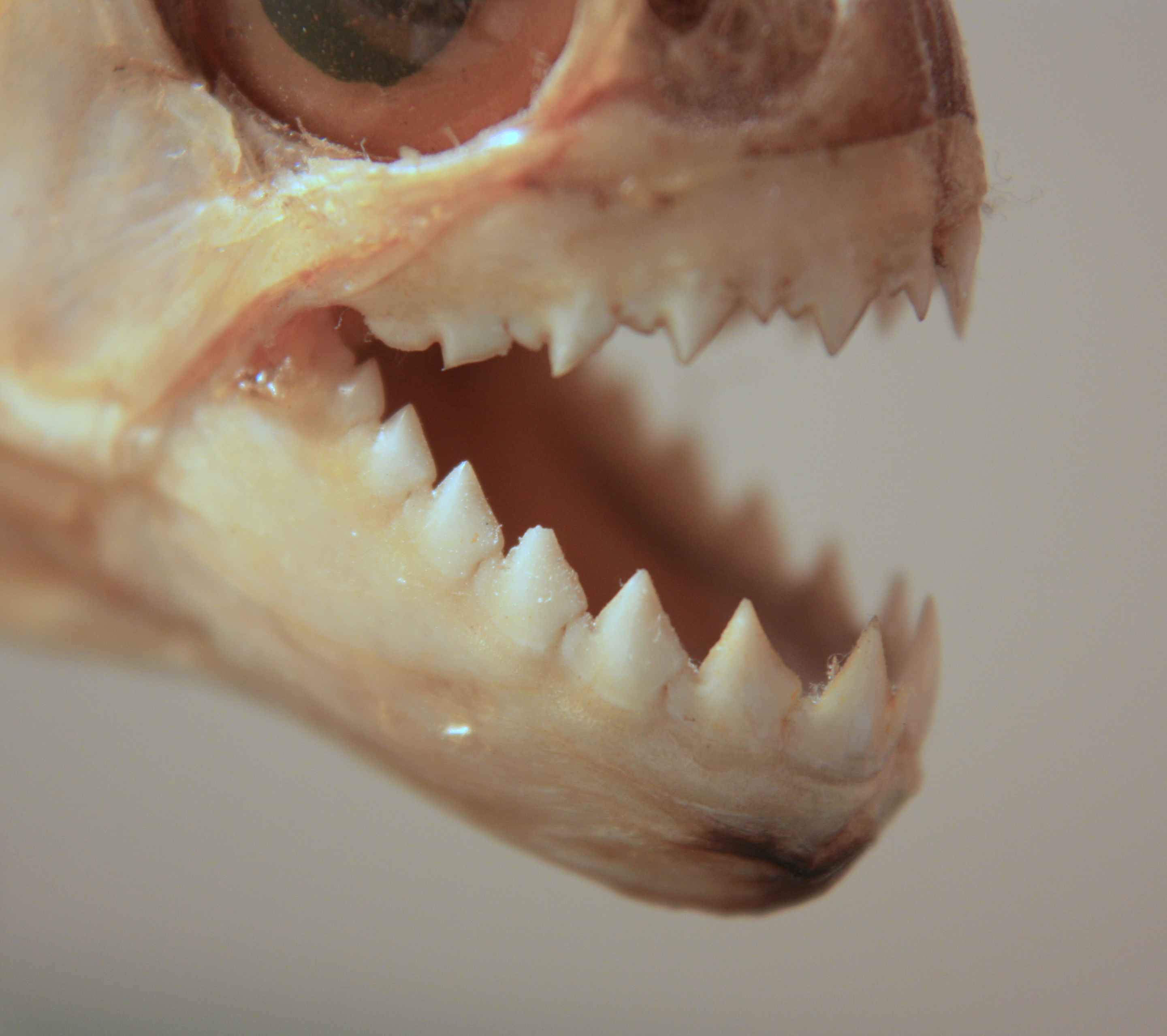
Một hàm răng sắc nhọn của cá răng đao.

Loài có cú cắn kinh hoàng nhất lại thuộc về cá Piranha ăn thịt người với cú táp có lực hơn gấp 30 lần trọng lượng cơ thể. Kích cỡ cơ thể nhỏ bé nhưng cấu tạo đặc biệt của bộ hàm và những chiếc răng sắc nhọn giúp cá hổ piranha đen dễ dàng vượt mặt khủng long bạo chúa để sở hữu cú đớp mạnh nhất trong lịch sử các loài động vật. Cơ hàm quá lớn, cho phép nó tạo ra lực cắn tương đương với 30 lần trọng lượng cơ thể, một kỳ tích chưa từng được ghi nhận trong thế giới tự nhiên. Những con cá dài 20–37 cm dễ dàng tạo ra cú cắn tương đương 320 N (newton), gấp 30 lần so với trọng lượng cơ thể chúng.
Cá piranha đen (Serrasalmus rhombeus) tại sông Amazon thuộc Barzil cũng đã được tiến hành tiến hành tính toán lực hàm của chúng. Loài piranha này, chỉ dài từ 20 đến 37 cm, nhưng luôn sẵn sàng tung ra các cú đớp liên tục và chớp nhoáng, cá piranha đen có thể nhai gọn các xương đốt ngón tay ở người. Lực đớp của cá piranha đen được đo vào khoảng 320 N (1 Newton là lực gây ra cho một vật có khối lượng 1 kg gia tốc 1m/s2), gần gấp 3 lần lực cắn của loài cá sấu ở Mỹ. Cá piranha đen có cơ hàm khỏe là lớn chiếm đến 2% tổng khối lượng cơ thể của chúng. Những nghiên cứu cho thấy loài cá Nam Mỹ piranha thì khét tiếng về khả năng cắn xé con mồi thành từng mảnh nhỏ nhưng trong một nghiên cứu năm 2012, các nhà nghiên cứu đo lực cắn của cá piranha đen là khoảng 320N, lực cắn này quá yếu đuối so với cá mập trắng khổng lồ, thậm chí ngay cả khi so với tỷ lệ khác biệt về kích cỡ.
Các nhà khoa học cũng đã xác định lực cắn của loài Megapiranha đã tuyệt chủng khoảng 5 triệu năm trước đây. Theo đó, lực cắn của tổ tiên loài cá hổ piranha ngày nay lên tới 1.240 – 4.749 N. Những con Megapiranha sống ở kỷ Miocene, với chiều dài cơ thể 70 cm và trọng lượng khoảng 10 kg. báo cáo xác nhận cú đớp của con Megapiranha nặng 10 kg tương đương lực trong phát cắn của con cá mập trắng có trọng lượng 400 kg. Dù thức ăn của Megapiranha vẫn là điều bí ẩn nhưng với lực cắn cực mạnh đó, cá da trơn "bọc thép", động vật sống trên cạn hay thậm chí là những con rùa đều có thể trở thành mồi của Megapiranha Do đó, Nam Mỹ là nơi cư trú của loài cá piranha khổng lồ có tên là Megapiranha paranensist, dài đến 1m, ước tính chúng có lực cắn khoảng 1.240N - 4.749N và răng chúng có thể nghiền gãy xương.

### Các loài ếch
Một nghiên cứu đo lực cắn của ếch sừng Nam Mỹ, còn được gọi là ếch Pacman cho thấy những con ếch Pacman có đầu rộng 4,5 cm có lực cắn là 30 Newton (N), tương đương 3 kg, với lực cắn này, ếch sừng Nam Mỹ có thể hạ gục những con thú có kích thước tương đương chúng như các loài ếch khác, rắn và loài gặm nhấm. Người ta cũng đã tính toán lực cắn của ếch Beelzebufo, tổ tiên đã tuyệt chủng của ếch Pacman ngày nay và cho rằng lực cắn của loài ếch khổng lồ cổ đại có thể lên tới 2.200 N, tương đương với một số loài ăn thịt đáng sợ nhất trên hành tinh hiện nay như sói và hổ. Với lực cắn này, Beelzebufo có khả năng tiêu diệt những con khủng long nhỏ và chưa trưởng thành.

### Các loàichim
Chim không được cho là đặc trưng của những cú cắn để gây thương tích, chúng được biết đến nhiều hơn qua những cú mổ. Đại diện chim săn mồi này có mỏ rất cứng và cơ hàm cực khỏe, mỏ của chúng rất cứng và đi kèm là một cơ hàm cực khỏe, có thể tạo lực cắn lên tới 320 kg/cm2 đủ để nghiền vụn hòn đá nhỏ, Trong tự nhiên hoang dã, lực cắn của đại bàng còn lớn hơn cả cá mập. Với sải cánh rộng 3m, chúng có thể lao xuống với tốc độ 250 km/h và nhanh chóng hạ gục con mồi, chúng có thể hạ gục được sói.